# دريك
أوبري دريك غراهام، (من مواليد 24 أكتوبر 1986) والمعروف باسم دريك (بالإنجليزية: Drake) هو مغني، مغني راب، كاتب أغاني، ممثل، منتج، ورجل أعمال كندي. يعتبر دريك شخصية بارزة في الموسيقى الشعبية، ويُنسب إليه الفضل في نشر صوت تورنتو (الموسيقى الكندية). حصل على التقدير لأول مرة من خلال تألقه في المسلسل التلفزيوني الدرامي دغراسي: الجيل التالي (2001–2007)؛ سعى وراء مهنة في الموسيقى، غادر المسلسل وأصدر أول ظهور له في ميكستيب روم فور إمبروفمنت (2006). ثم أصدر ميكستيبز كمباك سيزون (2007) وسو فار غون (2009)، قبل التوقيع مع شركة ليل وين يونغ موني إنترتينمنت.
أصدر دريك ألبومه الاستوديو الأول ثانك مي لايتر في عام 2010، والذي ظهر لأول مرة في الولايات المتحدة بيلبورد 200. حقق نجاحًا نقديًا كبيرًا مع تيك كير (2011)، ونجاحًا تجاريًا مع ناثينغ واز ذا سيْم (2013) وشريطه التجاري الأول إف يو أر ريدينغ ذيس إتز تو ليْت (2015)؛ حصل الألبومان الاثنان اللاحقان على شهادة متعددة البلاتين في الولايات المتحدة. جلس ألبوم دريك الرابع فيوز (2016) على قمة بيلبورد 200 لمدة 13 أسبوعًا غير متتالية، ليصبح أول ألبوم لفنان منفرد ذكر يفعل ذلك منذ أكثر من عقد. تم تسويق شريط دريك التجاري الفردي الثاني مور لايف (2017) كقائمة تشغيل، حيث وضع سجلات تدفق متعددة. في عام 2018، أصدر الألبوم المزدوج سكوربيون، الذي أنتج ثلاث أغنيات فردية على بيلبورد هوت 100. مغادرة يونغ موني في عام 2018، تم إصدار شريط دريك التجاري الثالث دارك ليْن ديوم تيْبز في عام 2020، ظهر بأغنية هوت 100 رقم واحد «توسي سلايد». في عام 2021، تضمنت الألبوم المطول سكيري أورز 2 أغنية المركز الأول «واتس نِكست» في ترتيب بيلبورد هوت 100.
كرائد أعمال، أسس دريك علامة تسجيل الصوت أوفو ساوند (OVO Sound) مع المتعاون منذ فترة طويلة 40 في عام 2012. في عام 2013، أصبح دريك «السفير العالمي» الجديد لفريق تورنتو رابتورز، وانضم إلى اللجنة التنفيذية لامتياز الدوري الاميركي للمحترفين، بينما امتلك حقوق التسمية لمنشأة الممارسة الخاصة به «أوفو المركز الرياضي» (OVO Athletic Centre). في عام 2016، بدأ التعاون مع رجل الأعمال الأمريكي برنت هوكينغ على مشروب من نوع ويسكي بوربون يسمى فيرجينيا بلاك. حطمت في النهاية سجلات البيع في كندا. قام دريك أيضًا بتصميم الأزياء، ومن أبرزها تعاون علامته التجارية الفرعية مع نايكي، جنبًا إلى جنب مع مشاريع تجارية أخرى. في عام 2018، ورد أنه كان مسؤولاً عن 5٪ (440 مليون دولار كندي) من إجمالي دخل السياحة السنوي لتورنتو البالغ 8.8 مليار دولار كندي.
من بين الفنانين الموسيقيين الأكثر مبيعًا في العالم، مع بيع أكثر من 170 مليون تسجيل، تم تصنيف دريك كأفضل فنان فردي رقمي معتمد في الولايات المتحدة من قبل رابطة صناعة التسجيلات الأمريكية. وقد فاز بأربع جوائز غرامي وست جوائز موسيقية أمريكية و27 جائزة بيلبورد للموسيقى وجائزتين بريطانيتين وثلاث جوائز جونو، ويحمل العديد من سجلات الرسم البياني بيلبورد. يحتوي دريك على أعلى 10 مراكز على بيلبورد هوت 100، والأغاني الأكثر دخولًا في ترتيب الأغاني (231) على الإطلاق على هوت 100، أكثر عدد لأغاني تواجدت في وقت واحد في أسبوع واحد (27)، أكثر الأوقات استمرارًا على هوت 100 (431 أسبوعًا)، وأكثر أغاني ظهورًا لأول مرة في أسبوع واحد (22). لديه أيضًا أكثر الأغاني الفردية في أر آند بي/هيب-هوب ايربلاي، أغاني هوت أر آند بي/هيب-هوب، هوت راب سونغز، ومخططات البث الإيقاعي.

## حياة مبكرة
ولد أوبري دريك جراهام في 24 أكتوبر 1986 في تورنتو، أونتاريو. والده، دينيس جراهام، أمريكي من أصل أفريقي وكاثوليكي ممارس من ممفيس بولاية تينيسي، عمل عازف طبول، وعزف جنبًا إلى جنب مع موسيقي الريف جيري لي لويس. والدته، ساندرا «ساندي» جراهام (ني شير)، هي كندية من أصل يهودي أشكنازي عملت كمدرسة للغة الإنجليزية وبائعة زهور. قدم دينيس جراهام عرضًا في كلوب بلونوت (Club Bluenote) في تورنتو، حيث التقى بساندرا شير، التي كانت حاضرة. دريك هو مواطن مزدوج من الولايات المتحدة وكندا، ويحمل الجنسية الأمريكية بسبب والده الأمريكي. في شبابه، التحق بمدرسة نهارية يهودية، وكان لديه بار متسفا.
تطلق والدا دريك عندما كان عمره خمس سنوات. بعد الطلاق، بقي هو ووالدته في تورنتو؛ عاد اياد عم دريك والده إلى ممفيس، حيث تم سجنه لعدة سنوات بتهم تتعلق بالمخدرات. تسببت الموارد المالية المحدودة لجراهام والمسائل القانونية في بقائه في الولايات المتحدة حتى بلوغ دريك في وقت مبكر. قبل إلقاء القبض عليه، كان غراهام يسافر إلى تورنتو ويحضر دريك إلى ممفيس كل صيف. تعاون والده في وقت لاحق مع مجموعة الموسيقى الكندية أركيلز على الفيديو الموسيقي لأغنية بعنوان «دريك إز باد». زعم جراهام في مقابلة أن تأكيدات دريك عن كونه أبًا غائبًا كانت زينة تستخدم لبيع السجلات، وهو ما ينفيه دريك بشدة.
نشأ دريك في حيين في تورنتو. عاش على طريق ويستون في الطرف الغربي للطبقة العاملة بالمدينة حتى الصف السادس، ولعب الهوكي الصغير مع ويستون ريد وينجز. ثم انتقل إلى أحد أحياء المدينة الثرية، فورست هيل، في عام 2000. عندما سئل عن الانتقال، أجاب دريك، «[كان لدينا] نصف منزل يمكننا العيش فيه. كان لدى الأشخاص الآخرين النصف العلوي، وكان لدينا النصف السفلي. عشت في الطابق السفلي، عاشت أمي في الطابق الأول. لم تكن كبيرة، لم تكن فاخرة. كان هذا ما يمكننا تحمله».
التحق بمعهد فورست هيل كوليجيت، حيث أظهر تقاربًا للفنون، حيث عمل أولاً عندما كان طالبًا نشطًا في المدرسة. التحق لاحقًا بأكاديمية فوغان رود في حي أوكوود-فوغان متعدد الثقافات في المدينة. نظرًا للوضع الاقتصادي المرتبط بالحي، وصف دريك المدرسة بأنها «ليست بأي حال من الأحوال أسهل مدرسة للذهاب إليها.» غالبًا ما تعرض دريك للتنمر في المدرسة بسبب خلفيته العرقية والدينية، وعندما أدرك أن جدول فصوله المزدحم كان ضارًا بمسيرته المهنية المزدهرة في التمثيل، ترك دريك المدرسة. تخرج لاحقًا في أكتوبر 2012.

## الفنية

### تأثيرات
استشهد دريك بالعديد من فناني الهيب هوب الذين أثروا في أسلوبه في موسيقى الراب، بما في ذلك كانييه ويست، جاي-زي، إم إف دوم، وليل واين، بينما عزا أيضًا العديد من فناني آر آند بي على أنهم مؤثرون في التأسيس من النوع في موسيقاه الخاصة، بما في ذلك إليا وأشر. وقد نسب دريك أيضًا الفضل إلى العديد من فناني قاعة الرقص للتأثير في وقت لاحق على أسلوبه المنعكس من منطقة البحر الكاريبي، بما في ذلك فيبز كارتل (Vybz Kartel)، الذي وصفه بأنه أحد «أكبر مصادر إلهامه».

### نمط موسيقي
بينما امتدت موسيقى دريك السابقة بشكل أساسي إلى موسيقى الهيب هوب وأر أند بي، فقد غاصت موسيقاه في موسيقى البوب والفخ في الآونة الأخيرة سنوات. بالإضافة إلى ذلك، استمدت موسيقاه تأثيرًا من المشاهد الإقليمية، بما في ذلك قاعة الرقص وموسيقى دريل المملكة المتحدة. يُعرف دريك بكلماته الأنانية وقدرته التقنية وتكامل الخلفية الشخصية عند التعامل مع العلاقات مع النساء. تم الإشادة بقدراته الصوتية بسبب التباين المسموع بين إيقاعات الهيب هوب النموذجية واللحن، مع موسيقى الراب الكاشطة أحيانًا إلى جانب لهجات أكثر نعومة، يتم تقديمها على أساس غنائي فني. غالبًا ما تتضمن أغانيه تغييرات مسموعة في النطق الغنائي بالتوازي مع تربيته في تورنتو، واتصالاته مع دول الكاريبي والشرق الأوسط والتي تتضمن عبارات مثل «تينغ» (ting) و «تلمس الطريق» (touching road) و «تاكن بوسي» (talking' boasy) و«غوّنين واسي» (gwanin' wassy). تحتوي معظم أغانيه على عناصر ريذم أند بلوز والهيب هوب الكندي، ويجمع بين موسيقى الراب والغناء. دريك ينسُب الفضل لوالده في إدخاله الغناء إلى أغاني الراب المختلطة، والتي أصبحت عنصرًا أساسيًا في مجموعته الموسيقية. تم دعم دمج اللحن في كلمات معقدة تقنيًا من قبل ليل واين، وأصبح لاحقًا مكونًا مشهودًا له بشدة في أغاني وألبومات دريك.
عادةً ما يُعتبر المحتوى الغنائي الذي ينشره دريك عاطفيًا أو تفاخرًا. ومع ذلك، غالبًا ما يتم التبجيل لدريك لدمج موضوعات "مهينة" للمال، تعاطي المخدرات، والنساء في سياقات جديدة ومثالية، وغالبًا ما يحقق ذلك من خلال زيادة المعنى النموذجي للعبارات التي يجمع فيها منظورًا موضوعيًا وذاتيًا في صوت واحد موصل. أغانيه في كثير من الأحيان تحافظ على التوتر بين وقفة وتيرة، جرس لهجة، حجم الصوت وفيرماتا الصوتية (الوقفة)". يعود الفضل إلى دريك في ابتكار ما يشار إليه باسم "الراب الفائق الواقعية"، والذي يتميز بتركيزه على موضوعات المشاهير على أنها متميزة عن "العالم الحقيقي".

## صورة عامة

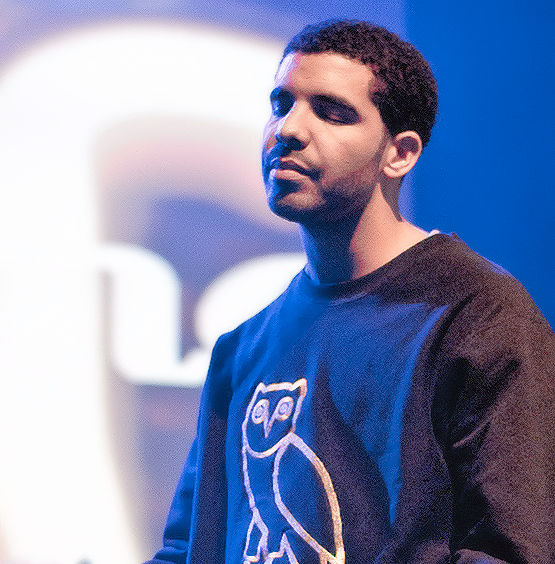
دريك خلال عرض في تورنتو عام 2011.

شخصية بارزة في ثقافة البوب، يُنسب إلى دريك على نطاق واسع لنشر صوت تورنتو في صناعة الموسيقى وقيادة «الغزو الكندي» للرسوم البيانية الأمريكية (الترتيبات الموسيقية). تنسب محررة واشنطن بوست مورا جودكِس الفضل لدريك في نشر عبارة «أنت تعيش مرة واحدة» (YOLO) في الولايات المتحدة بأغنيته المنفردة «ذا موتو». شاع دريك لاحقًا مصطلح «الستة» في عام 2015 فيما يتعلق بمسقط رأسه في تورنتو، وأصبح لاحقًا نقطة مرجعية للمدينة. علاوة على ذلك، غالبًا ما يدور موضوع فنه حول العلاقات كان له تأثير واسع النطاق على وسائل التواصل الاجتماعي من خلال تعليقات الصور التي تستخدم عادة للإشارة إلى المشاعر أو المواقف الشخصية. ومع ذلك، فقد أثار محتواه الغنائي استقبالًا متباينًا من المعجبين والنقاد، حيث اعتبره البعض حساسًا، وهي سمة يُنظر إليها على أنها مناقضة لثقافة الهيب هوب. تم إعلان 10 يونيو «يوم دريك» في هيوستن، تكساس. في عام 2016، زار دريك جامعة دريك بعد عرض في دي موين ردًا على حملة وسائل التواصل الاجتماعي واسعة النطاق من قبل الطلاب والتي بدأت في عام 2009، للدعوة إلى ظهوره.

## خلافات

### عداوات
يُزعم أن دريك وكريس براون تورطا في مشادة جسدية في يونيو 2012 عندما ألقى دريك والوفد المرافق له زجاجات على براون في ملهى ليلي في سوهو في مانهاتن، مدينة نيويورك. غرد كريس براون عن الحادث وأصدر أغنية تنتقد دريك بعد أسابيع. على الرغم من عدم وجود رد من دريك، ظهر هو وبراون في مسرحية هزلية لجوائز إي إس بي واي 2014، وتمرنوا على المسرحية الهزلية معًا قبل البث التلفزيوني، مما أدى إلى إنهاء النزاع تقريبًا.
في ديسمبر 2014، كان دريك متورطًا في مشاجرة أخرى، حيث تعرض للكم من قبل ديدي خارج ملهى إل آي في (LIV) الليلي في ميامي، فلوريدا. تم الإبلاغ عن أن المشادة كانت حول استخدام دريك للحن أغنية لـ «0 تو 100/ذا كاتش اب»، التي يُزعم أنها من إنتاج بوي-1دا لديدي، قبل أن يخصص دريك المسار لاستخدامه الخاص. تم نقل دريك لاحقًا إلى غرفة الطوارئ بعد تفاقم إصابة ذراع قديمة أثناء النزاع. شارك دريك أيضًا في عداء مع تايغا، نابعًا من تعليقات تايغا السلبية عنه خلال مقابلة مع مجلة فايب. سيرد دريك لاحقًا على «6 غود» و«6 بي إم في نيويورك»، والتي تم تفسيرها على أنها متورطة بشكل مباشر في إزالة تايغا المفاجئة من يونغ موني إنترتينمنت.
شارك دريك أيضًا في نزاعات مع دي إم إكس، كيندريك لامار، كومن، ذا ويكند، إكس إكس إكس تنتاسيون، جاي-زي، توري لينز، ولوداكريس، على الرغم من أن الخمسة الأخيرين تم الإبلاغ عن حل الخلافات معهم.

## حياة شخصية

### إقامة

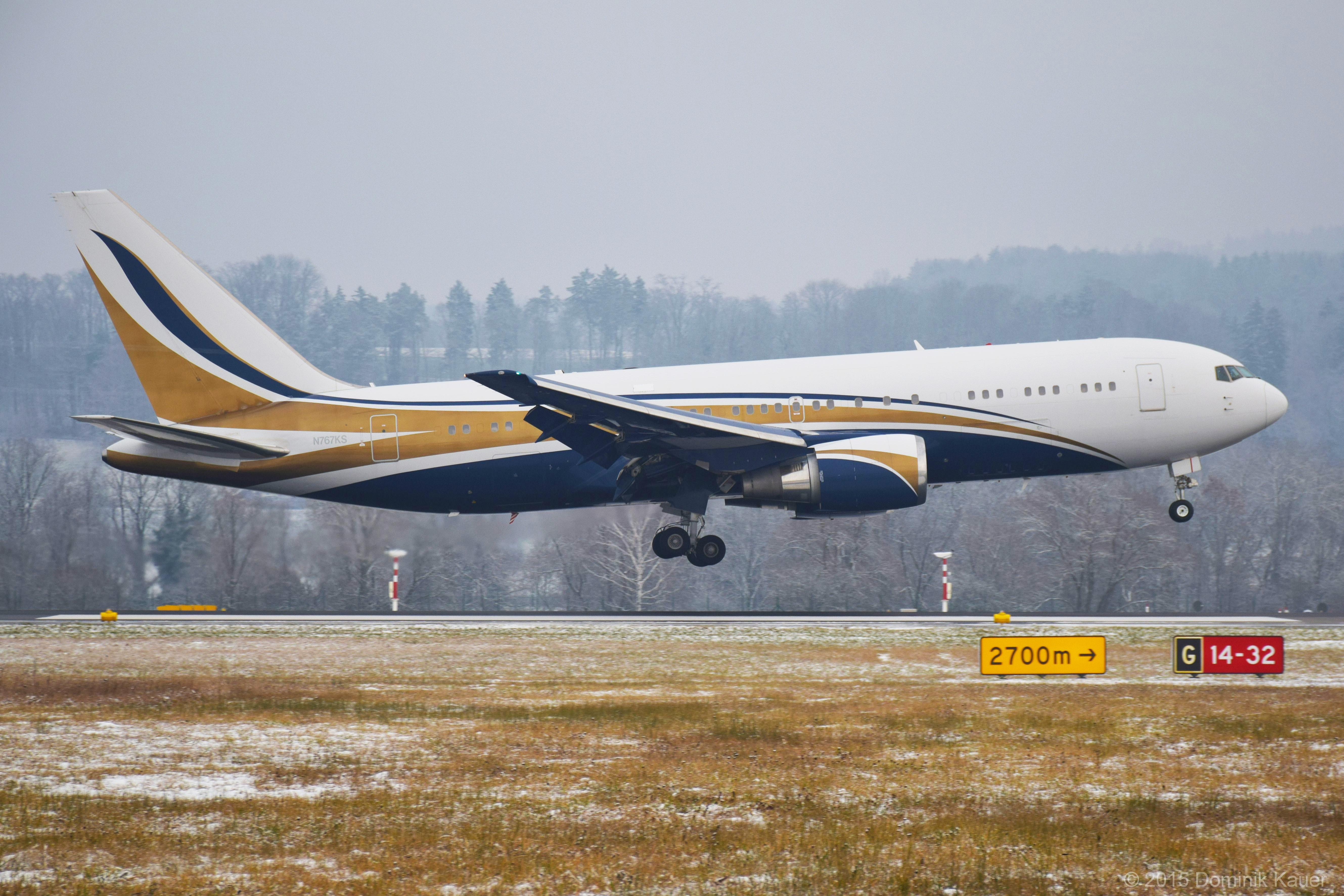
طائرة بوينغ 767-200 تشبه تلك التي حصل عليها دريك في عام 2020.

يعيش دريك في تورنتو، أونتاريو، في عقار مساحته 35,000 قدم مربع، 100 مليون دولار يُطلق عليه اسم «السفارة»، تم بناؤه من الألف إلى الياء في عام 2017، ويظهر في الفيديو لأغنيته «توسي سلايد». كما أنه يمتلك منزلاً يلقب بـ «يولو إيستيت» (YOLO Estate) في هيدن هيلز، كاليفورنيا، والذي يمتلكه منذ عام 2012. بالإضافة إلى ذلك، يمتلك شقة في تورنتو مجاورة لبرج سي إن، وطائرة بوينج 767.

### علاقات
واعد دريك المغنية ريانا بشكل متفرق بين أعوام 2009 و2016. لقد ذكر العلاقة في كل ألبوم من ألبومات الاستوديو الخاصة به، وعندما قدم لريانا جائزة مايكل جاكسون فيديو فانغارد في عام 2016، قال «إنها امرأة أحبها منذ أن كان عمري 22 عامًا.» وعن علاقته السابقة بها قال في البرنامج الحواري ذا شوب:
عندما تتشكل الحياة وتعلمك دروسك الخاصة، ينتهي بي الأمر في هذا الموقف حيث لا أملك حكاية خرافية، مثل، «أوه، بدأ دريك عائلة مع ريانا وهذا مثالي جدًا.» تبدو جيدة جدًا على الورق. بالمناسبة، أردت ذلك أيضًا في وقت ما.
دريك هو أب لابنه أدونيس، الذي ولد في 11 أكتوبر 2017 للرسامة الفرنسية والمودل السابقة صوفي بروسو. كان حمل بروسو موضوع العديد من الشائعات بعد ظهوره في مقال تي إم زي في أوائل عام 2017. بعد مناقشة طبيعة العلاقة بين الزوجين في أغنية ذا ستوري أوف أوديون لبوشا تي، أكد دريك أبوته في ألبوم سكوربيون في عام 2018، مشيرًا إلى رغبته في الحفاظ على خصوصية طفله.

## دِيسكغرفيا
ألبومات الاستوديو
- ثانك مي لايتر (2010)
- تيك كير (2011)
- نوثينغ واز ذا سيّم (2013)
- فيوز (2016)
- سكوربيون (2018)
- سيرتفايد لوفر بوي (2021)
- أونستلي، نيفيرمايند (2022)

## جولات

### عنوان
- جولة بعيداً عن الوطن (2010)
- جولة نادي الجنة (2012)
- هل ترغب في جولة؟ (2013–2014)
- جولة الغابة (2015؛ جولة ترويجية لستة مواعيد)
- جولة فتى يلتقي العالم (2017)
- جولة إجازة الاغتيال (2019)

### عنوان مشترك
- جولة أمريكا الأكثر طلبًا (مع يونغ موني) (2009)
- دريك ضد ليل واين (مع ليل وين) (2014)
- جولة سَمَر سكستين (مع فيوتشر) (2016)
- جولة أوبري أند ثري ميغوس (مع ميغوس) (2018)

## وصلات خارجية
- دريك على موقع IMDb (الإنجليزية)
- دريك على موقع الموسوعة البريطانية (الإنجليزية)
- دريك على موقع ألو سيني (الفرنسية)
- دريك على موقع ميوزك برينز (الإنجليزية)
- دريك على موقع رولينغ ستون (الإنجليزية)
- دريك على موقع إن إن دي بي (الإنجليزية)
- دريك على موقع أول ميوزيك (الإنجليزية)
- دريك على موقع ديسكوغز (الإنجليزية)
- دريك على موقع ديسكوغز (الإنجليزية)
- دريك على موقع ديسكوغز (الإنجليزية)
- دريك على موقع ديسكوغز (الإنجليزية)

- الموقع الرسمي